# Michel Rhyn
Michel Rhyn est un minigolfeur de haut niveau. D'origine suisse, il habite un village près d'Yverdon-les-Bains en Suisse.
Licencié du club de Minigolf d'Olten et déjà en possession du titre de Champion Suisse, il se révèle aux yeux du grand public lorsqu'il remporte le titre de Champion d'Europe en individuel en 2002, suivi en 2005 de celui de Champion du Monde en individuel et en équipe.
La compétition a eu lieu à Steyr, en Autriche les 26 et 27 août 2005.